# Српска народна странка (Приморје)
Српска народна странка (познатија као Српска народна странка у Приморју или Српска народна странка на Приморју, чешће скраћујући на само Српска странка у Приморју или Српска странка на Приморју, а наиме као и једина српска политичка странка у аустроугарском приморју звана и просто Српска странка) је била политичка странка српског народа на аустроугарском приморју, односно у царској Краљевини Далмацији. 
Настала је 1879. године из српског крила далматинске Народне странке разлазом Хрвата и Срба послије дугогодишњег јединства. Њен оснивач и најпознатији лидер је био Сава Бјелановић. Држала је локално сама непрекидну власт до пропасти Аустроугарске 1918. године у области сјеверне далматинске загоре, тј. Книнске крајине, Буковице и Равних котара, као и Боке которске на југоистоку према граници са Црном Гором, а понекад је била на власти и у Дубровнику.
Октобра 1905. године је заједно са представницима осталих водећих српских националних политичких странака у Двојној монархији на територији данашње Републике Хрватске, а конкретно Српске народне самосталне странке из Хрватске и Славоније, као и мање утицајне у овим крајевима првенствено војвођанске Српске народне радикалне странке која је владала у Срему и имала одређено присуство у Славонији у Задру потписана Задарска резолуција, којом је подржано уједињење Троједнице у јединствену Хрватску и проглашена солидарност са хрватским националним странкама са хрватских простора у Монархији, који су своје ставове претходно изнијели у Ријечкој резолуцији исте године, у борби за права против Будимпеште и Беча. Као дио тзв. политике новог курса, тако је и настала Хрватско-српска коалиција у чијем је далматинском огранку била и приморска Српска народна странка.
У Далматинском сабору је 14. новембра 1905. године била потписана коалиција између Хрватске и Српске народне странке на Приморју, партије које су обје настале из једне јединствене Народне странке, и та коалиција је остала на власти у Краљевини Далмацији све до аустроугарског распада. Извод из коалиционог програма, према којему ће..:
... Срби и Хрвати радити раме уз раме као једнакоправна браћа у народно-политичким питањима, а особито ће настојати сложним силама да се што прије оживотвори сједињење Далмације с Хрватском и Славонијом, као главни предуслов обезбјеђењу боље и заједничке народне будућности.
Као главна српска политичка странка, имала је подршку велике већине далматинских православних Срба, као и готово свих католичких Срба. Читаво становништво источно-православног хришћанскога вјероисповједанија је било српске народности, тако да се може рећи и да је била и доминантна партија православаца. СНС-у је такође била наклоњена већина бокељских католика, као и један дио римокатоличкога живља са простора дубровачког приморја. 
Службени лист политичке странке, који је у исто вријеме био и главни српски национални гласник, био је Српски лист, који је излазио од 1880. до 1904. године. Од 1888. године излази под именом Српски глас. Од 1903. године он је гласило искључиво конзервативне струје у СНС, док је либерално-радикална држала у то посљедње вријеме паралелно гласило познато као Нови српски лист, односно Приморски српски лист.